# 孫春
孫春，字一元，河南開封府尉氏縣人，軍籍，明朝政治人物。進士出身。

## 生平
早年出身國子生，河南鄉試第四十六名。成化十四年（1478年）戊戌科會試第三百二十八名，殿試登進士第二甲第五十四名。

## 家族
曾祖父孫恩。祖父孫貞，曾任運司判官。父亲孫瑛。